# Randori-no-kata
| Nome                 | Randori-no-kata            |
| Classificazione      | Kata                       |
| Sottoclassificazione | Kodokan kata               |
| Kodokan              | Sì                         |
| Rōmaji               | Randori-no-kata            |
| Giapponese           | 乱取りの形                 |
| Italiano             | Forme della pratica libera |

Il Randori-no-kata (乱取りの形? Forme della pratica libera)  del Kodokan Judo consistono in due kata che illustrano i principi che stanno dietro alle tecniche utilizzate nel Randori (乱取り? pratica libera), consentendo loro di essere praticati con la massima efficienza. Il randori-no-kata include nage-no-kata, che insegnano e dimostrano concetti di nage-waza (投げ技? tecniche di proiezione)  e katame-no-kata (固の形? forme dei controlli (a terra)) , che hanno lo scopo di insegnare concetti di katame-waza (固技? tecniche a terra)  .
Il randori-no-kata fu sviluppato da Jigoro Kano come un aiuto all'insegnamento quando diventa evidente che lui ha troppi studenti per dimostrare effettivamente le proiezioni e le tecniche a terra nella sua classe. Il kata fu sviluppato in cinque anni che seguì la fondazione del Kodokan, tre 1882 e il 1887. Originariamente consisteva in dieci tecniche ciascuna e furono espanse a quindici tecniche verso il 1906.